# هناء البواب
هناء البواب هي كاتبة، وشاعرة وناشرة أردنية تُدير دار خطوط وظلال للنشر والتوزيع بعمّان.
وُلدت هناء علي حسين البواب بالكويت عام 1977، وحصلت على بكالوريوس اللغة العربية من جامعة الإمام محمد بن سعود الإسلامية بالمملكة العربية السعودية، ثم حصلت على درجة الماجستير في النحو والصرف من الجامعة الهاشمية عام 2007، ثم حصلت على دبلوم تعليم اللغة العربية لغير الناطقين بالعربية، وحصلت على دبلوم تأهيل وتدريب المعلمين بوكالة الغوث الدولية عام 2009، كما حصلت على دبلوم الإشراف التربوي بهيئة الأمم المتحدة عام 2012، ثم حصلت على درجة الدكتوراة في الدراسات اللغوية والنحو والصرف من جامعة العلوم الإسلامية العالمية عام 2014.

## مسيرتها المهنية
عملت الدكتورة هناء البواب كاستاذ مساعد بجامعة العلوم الاسلامية العالمية، وكمقدمة لبرنامج «القول الفصل»، وأسست دار خطوط وظلال للنشر والتوزيع بعمّان، كما ترأست أكبر تجمع ثقافي أردني وهو بيت الثقافة والفنون، وأسست مهرجان الاتحاد العالمي للاتحاد الفكري والأدبي، ومهرجان عمون الشعري الدولي الأول، ومهرجان عمون للإبداع الشبابي، ومسابقة مؤنس الرزاز للقصة القصيرة، ومهرجان القدس في عيون الهاشميين.
خاضت هناء البواب تجارباً عديدة في مختلف أنواع الكتابة الأدة، فكتبت الشعر والنصوص المسرحية بالعربية الفصحى وباللهجة العامية الأردنية، وكذلك كتبت لمسرح المونودراما، كما كتبت في النقد والدراسات الأدبية واللغوية، وشروحات النحو والصرف. شاركت هناء البواب بالعديد من الأمسيات الشعرية والمهرجانات والمسابقات الأدبية المحلية والعربية ومن بينها مشاركتها في عام 2015 بالموسم السادس من مسابقة أمير الشعراء التي تقام بمدينة أبو ظبي بالإمارات العربية المتحدة.

## كتاباتها ومؤلفاتها
ألّفت هناء البواب العديد من المؤلفات التي تنوعت ما بين الداوين الشعرية، والنصوص المسرحية، والدراسات اللغوية والأدبية، والشروحات العلمية في علوم النحو والصرف والعروض، ومنها:
- على قيد الموت (مونودراما): عُرضت على مسرح عمون في الأول من مايو عام 2012.[11][12]
- جدار الأعين الخرساء (شعر): صدر عام 2014.[13]
- لعنة الشعراء (شعر): صدر عام 2015.[14][15]
- دعاء الكروان (شعر)
- وماملكت أحلامكم (مونودراما): صدرت عام 2017 عن دار زهدي للطباعة والنشر والتوزيع بعمّان.[16]
- مجرد قصيدة (مونودراما)
- شهوة الخلود (مسرحية)
- سِفْر الأرواح (مسرحية)
- داعش ع الصاجة
- سارحة والرب راعيها (مسرحية)
- نواب ع الباب (مسرحية)
- روح طالعة (مسرحية)
- الدلالة السياقية للبنى الصرفية في شعر المتنبي
- معايير الخطأ والصواب في كتاب درة الغواص للحريري
- السهل الشفيف في علم التصريف
- الميسّر في علم النحو
- أساسيات علم العروض
- فن الكتابة والتعبير
- المعجم اللغوي
- تدريبات مابين النحو والصرف
- للحزن عيون تعرفنى (شعر)[17]
- أنثى الكريستال (شعر): صدر عام 2018.[18][19]
- نبية دمعها (شعر): صدر عام 2019.[20]

## الجوائز
حظيت هناء البواب بتكريم العديد من الجهات المحلية والدولية، وحصلت على عدد من الجوائز من أهمها:
- جائزة مسابقة الناصر صلاح الدين الأيوبي للإبداع المسرحي عام 2017.[21]